# أولا كامارا
أولا كامارا (بالنرويجية البوكمول: Ola Kamara)‏ (15 أكتوبر 1989 بأوسلو في النرويج - ) هو لاعب كرة قدم نرويجي في مركز الهجوم. شارك مع منتخب النرويج تحت 17 سنة لكرة القدم ومنتخب النرويج تحت 18 سنة لكرة القدم ومنتخب النرويج لكرة القدم. أما مع النوادي، فقد لعب مع أوستريا فيينا وكولومبوس كرو وميونخ 1860 ونادي ستابك ونادي سترومسغودست لكرة القدم ونادي سترومسغودست ونادي مولده وNorway national under-23 association football team ‏ وHønefoss BK ‏ ونادي رييد.

## وصلات خارجية
- أولا كامارا على موقع الاتحاد الدولي (مؤرشف)  (الإنجليزية)
- أولا كامارا على موقع الاتحاد الأوربي (الإنجليزية)
- أولا كامارا على موقع اتحاد النرويج (النرويجية)
- أولا كامارا على موقع الدوري الأمريكي (الإنجليزية)
- أولا كامارا على موقع قاعدة بيانات كرة القدم.إي يو (الإنجليزية)
- أولا كامارا على موقع ناشيونال فوتبول تيمز (الإنجليزية)
- أولا كامارا على موقع Soccerbase.com (لاعب) (الإنجليزية)
- أولا كامارا على موقع Soccerway.com (الإنجليزية)
- أولا كامارا على موقع عالم كرة القدم.نت (الإنجليزية)
- أولا كامارا على موقع AS.com (الإسبانية)